# Слуцкая, Ирина Эдуардовна
Ири́на Эдуа́рдовна Слу́цкая (род. 9 февраля 1979, Москва, РСФСР, СССР) — российская фигуристка, выступавшая в одиночном катании. Серебряный призёр Олимпийских игр 2002 года, бронзовый призёр Олимпийских игр 2006 года, двукратная чемпионка мира (2002, 2005), трёхкратный серебряный призёр чемпионата мира (1998, 2000, 2001), бронзовый призёр чемпионата мира (1996), первая и единственная в истории одиночница — семикратная чемпионка Европы (1996, 1997, 2000, 2001, 2003, 2005, 2006), двукратный серебряный призёр чемпионатов Европы (1998, 2002), четырёхкратная победительница финалов серии Гран-при (1999—2000, 2000—2001, 2001—2002, 2004—2005), серебряный призёр Универсиады (1999). Заслуженный мастер спорта России. В настоящий момент председатель президиума Добровольного физкультурного союза, член Совета при председателе Совета Федерации по взаимодействию с институтами гражданского общества, член Общественного совета при министерстве спорта Российской Федерации.

## Спортивная карьера

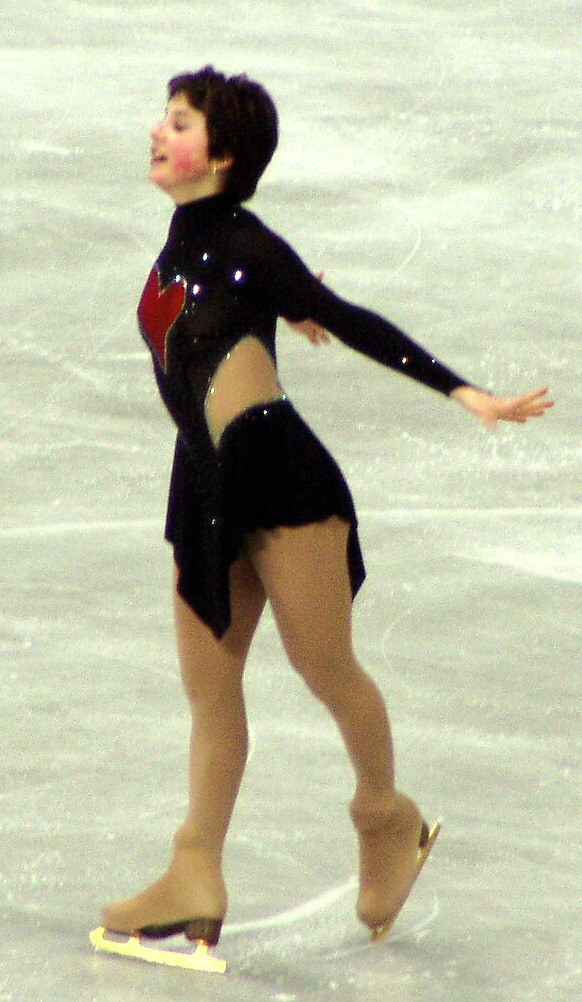
На чемпионате мира 2004 года в Дортмунде.

Родилась 9 февраля 1979 года в Москве.
Начала заниматься фигурным катанием с четырёх лет в спортивном клубе «Москвич», с 1985 года — под руководством тренера Жанны Громовой.
Первый серьёзный дебют был в Сеуле в декабре 1992 года на юниорском мировом чемпионате, где она финишировала в первой десятке и подтвердила двойную квоту россиян на следующий чемпионат.
В 1996 году победила на чемпионате Европы, выполнив абсолютно чисто обе программы. В том же году стала третьей на чемпионате мира. В 1997 году заняла четвёртое место на чемпионате мира, где её произвольная программа, с каскадом тройной сальхов — тройной риттбергер, была оценена тремя судьями как лучшая. В 1998 году Слуцкая приняла участие в Олимпийских играх в Нагано, заняв пятое место. Сезон окончила с серебряной медалью чемпионата мира. В январе 1999 года стала второй на зимней Универсиаде.
В сезоне 1999—2000 годов стала победительницей на чемпионатах России и Европы, заняла первое место в финале Гран-при (впервые в мире исполнив каскад тройной лутц — тройной риттбергер, а также тройной сальхов — тройной риттбергер, при этом судьи поставили за технику наилучшие оценки, включая высшую — 6,0) и второе на чемпионате мира.
В 2000 году окончила Московскую государственную академию физической культуры (МГАФК).
На Олимпийских играх в Солт-Лейк-Сити 2002 года заняла второе место, проиграв одним судейским голосом американке Саре Хьюз. Это сопровождалось международным скандалом, так как многие специалисты считали, что Слуцкая заслужила первое: в частности, Федерация фигурного катания России требовала для неё вторую золотую медаль. После отказа олимпийских чиновников уральский политик Антон Баков лично вручил Слуцкой кустарную 700-граммовую копию золотой медали, которая, в отличие от настоящей, была полностью сделана из золота.
Также в 2002 году впервые стала чемпионкой мира.
В 2003—2004 годах перенесла тяжёлую болезнь — воспаление сосудов (васкулит), проходила длительный курс лечения.
В 2005 году, вернувшись в спорт, Слуцкая выиграла чемпионат мира в Москве. В интервью после победы она сказала:
Мне вот задают вопрос: как ты после падения в прошлом году смогла так подняться? Это совершенно неправильно. Нельзя так говорить. Когда человек болен — это не падение, это беда. И никто, к сожалению, от этого не застрахован. Я только хочу сказать тем, кто не верит в своё выздоровление: верьте, боритесь… Я поднялась, подниметесь и вы.
19 января 2006 года в седьмой раз выиграла чемпионат Европы, побив все предыдущие рекорды и стала тем самым мегарекордсменкой по количеству медалей высшей пробы. На Олимпиаде в Турине завоевала бронзовую медаль.
В ноябре 2006 года объявила о завершении своей спортивной карьеры.

## Семья
В августе 1999 года вышла замуж за Сергея Михеева. 15 ноября 2007 года родила сына Артёма, а 21 октября 2010 года — дочь Варвару. В эфире программы Бориса Корчевникова «Судьба человека» 4 декабря 2019 года Ирина сообщила о рождении дочери Киры.

## После спорта
- Была телеведущей проектов «Первого канала»: «Звёзды на льду» и «Ледниковый период» с соведущими: фигуристом Евгением Плющенко («Звёзды на льду») и с актёром Маратом Башаровым («Ледниковый период»). В 2008 году во втором сезоне «Ледникового периода» приняла участие уже в качестве участницы, составив пару балетному хореографу Гедеминасу Таранде. В 2009 году в третьем сезоне вернулась к роли ведущей шоу, на пару с Анастасией Заворотнюк.
- Снялась в одной из ролей в сериале о фигурном катании «Жаркий лёд».
- Выступила главной фигуристкой в российской версии шоу «Винкс на льду».
- В 2009 году была включена в Международный еврейский спортивный зал славы[13].
- Актриса комедийного музыкального спектакля «Удачная сделка».
- 15 апреля 2011 года присвоен статус Посла XXII зимних Олимпийских игр в Сочи[14].
- С октября 2011 по 14 декабря 2016 года вела новости спорта на «Первом канале»[15].
- В 2011 году принимала участие в ледовом мюзикле «Спящая красавица» в Лужниках (постановка Татьяны Тарасовой и Нины Чусовой), сыграв роль злой феи Карабос.
- В 2012 году вместе с Алексеем Ягудиным была ведущей «Ледниковый период. Кубок профессионалов» на «Первом канале»[16].

В августе 2015 года в подмосковном городе Лыткарино открылась школа фигурного катания имени Ирины Слуцкой.
В 2016 году участник предварительного голосования «Единой России» для выдвижения кандидатом в депутаты Московской областной думы по Пушкинскому одномандатному округу № 17 Московской области от этой партии.
С сентября 2016 года депутат Московской областной думы от партии «Единая Россия».
В 2019 году стала ведущей программы «Доктор Свет», которая выходит на телеканале НТВ.
С 2015 года по настоящее время — ведущая программы «Хороший врач» на телеканале «Доктор».
В 2020 году награды и костюмы Ирины Слуцкой были выставлены для публичного просмотра в отеле «Пересвет» в городе Сергиев Посад.
В январе 2024 года вела серию мероприятий на катке Главного универсального магазина Москвы совместно со Стасом Ярушиными и ведущим Никитой Колотушкиным.

## Государственные награды
- Кавалер ордена Дружбы (5 марта 2003 года) — за большой вклад в развитие физической культуры и спорта, высокие спортивные достижения на Играх XIX Олимпиады 2002 года в Солт-Лейк-Сити[20].
- Кавалер ордена Почёта (19 ноября 2007 года) — за заслуги в развитии физической культуры и спорта и многолетнюю и добросовестную работу[21].

## Спортивные достижения
Ирина Слуцкая является рекордсменкой Европы, выиграв чемпионаты Старого Света семь раз (предыдущий рекорд — 6 побед на европейских первенствах, принадлежал норвежке Соне Хени и немке Катарине Витт). Слуцкая — первая фигуристка, прыгнувшая каскад из трёх прыжков (3-3-2), а также одна из четырёх одиночниц за всю историю фигурного катания, получивших оценку 6,0 за технику.

### после 1998 года
| Соревнования            | 1998—1999 | 1999—2000 | 2000—2001 | 2001—2002 | 2002—2003 | 2003—2004 | 2004—2005 | 2005—2006 |
| ----------------------- | --------- | --------- | --------- | --------- | --------- | --------- | --------- | --------- |
| Зимние Олимпийские игры |           |           |           | 2         |           |           |           | 3         |
| Чемпионаты мира         |           | 2         | 2         | 1         | WD        | 9         | 1         |           |
| Чемпионаты Европы       |           | 1         | 1         | 2         | 1         | WD        | 1         | 1         |
| Чемпионаты России       | 4         | 1         | 1         | 1         | 2         | WD        | 1         |           |
| Финалы Гран-при         | 3         | 1         | 1         | 1         | 2         |           | 1         | 2         |
| Skate Canada            | 3         |           | 1         | 2         |           |           |           |           |
| Sparkassen Cup          |           | 3         |           |           |           |           |           |           |
| Cup of China            |           |           |           |           |           |           | 1         | 1         |
| Cup of Russia           | 3         | 1         | 1         | 1         | 3         |           | 1         | 1         |
| NHK Trophy              | 2         |           | 1         |           | 2         |           |           |           |
| Игры доброй воли        |           |           | 1         |           |           |           |           |           |
| Зимние Универсиады      | 2         |           |           |           |           |           |           |           |

WD = снялась с соревнований

### до 1998 года
| Соревнования                    | 1992—1993 | 1993—1994 | 1994—1995 | 1995—1996 | 1996—1997 | 1997—1998 |
| ------------------------------- | --------- | --------- | --------- | --------- | --------- | --------- |
| Зимние Олимпийские игры         |           |           |           |           |           | 5         |
| Чемпионаты мира                 |           |           | 7         | 3         | 4         | 2         |
| Чемпионаты мира среди юниоров   | 8         | 3         | 1         |           |           |           |
| Чемпионаты Европы               |           |           | 5         | 1         | 1         | 2         |
| Чемпионаты России               |           | 3         | 3         | 2         | 3         | 4         |
| Первенства России среди юниоров |           | 1         |           |           |           |           |
| Финалы чемпионских серий        |           |           |           | 2         | 3         | 4         |
| Skate America                   |           |           | 3         | 3         |           |           |
| Skate Canada International      |           |           |           |           | 1         |           |
| Sparkassen Cup                  |           |           |           |           | 1         | 2         |
| Cup of Russia                   |           |           |           |           | 1         | 1         |
| Nebelhorn Trophy                |           | 1         | 1         |           |           |           |
| Игры доброй воли                |           |           | 6         |           |           | 5         |
| Trophee Lalique                 |           |           |           | 4         |           |           |
| Finlandia Trophy                |           |           |           |           |           | 1         |

## Документальное кино
- «Горячий лёд Ирины Слуцкой»: документальный фильм. Автор сценария: Алексей Васильев. — Телекомпания «Адамово яблоко», 2006. — 52 мин.

## Фильмография
- 2007 — Трое и Снежинка (эпизод)
- 2008 — Жаркий лёд — тренер Иванова

## Театр
- «Удачная сделка», авт. К. Манье. Режиссёр А. Бибилюров.
- Ледовый мюзикл «Спящая красавица», режиссёр Нина Чусова, гл. тренер и хореограф Татьяна Тарасова — злая фея Карабос.

## Пародии
- Была два раза спародирована в телепередаче «Большая разница» как соведущая шоу «Ледниковый период» и участница шоу «Ледниковый период-2». Пародии исполнила артистка труппы Валентина Рубцова.